# Lệ đá (phim 1971)
Lệ đá là một bộ phim điện ảnh của Việt Nam Cộng hòa công chiếu năm 1971. Tác phẩm này được xem là phim kinh dị đầu tiên của điện ảnh Việt Nam. Phim đã đoạt giải Nhất tại Đại hội điện ảnh lần thứ 3 năm 1971. 

## Sản xuất
Trước sự kiện 30 tháng 4 năm 1975 có ảnh hưởng lớn tới lịch sử Việt Nam, điện ảnh ở miền Bắc chủ yếu là đề tài cách mạng, không khai thác đề tài phim kinh dị. Chỉ có hai bộ phim kinh dị ở miền Nam được sản xuất trước 1975 là Lệ đá và Con ma nhà họ Hứa. Lệ đá là bộ phim đầu tay của đạo diễn Võ Doãn Châu do hãng Cinévina sản xuất. Được sản vào xuất năm 1971, đây gần như là bộ phim kinh dị đầu tiên của điện ảnh Việt Nam. Võ Doãn Châu đã làm bộ phim kinh dị dựa theo truyện ngắn Đại úy Trường Kỳ của Nguyễn Mạnh Côn. Thay vì đặt tên phim theo tựa đề của truyện ngắn, đạo diễn đã lấy luôn tên ca khúc "Lệ đá" đang thịnh hành của Trần Trịnh để đặt tên cho bộ phim của mình. Dù phần nhạc phim do nhạc sĩ Hoàng Trọng đảm nhận nhưng ngay từ đầu phim và một vài phân đoạn khác là những đoạn nhạc trích từ bài hát cùng tên. Võ Doãn Châu còn mời ca sĩ Khánh Ly hát bài hát này trong một phân cảnh có đôi uyên ương nhân vật chính đang ở trong một phòng trà.

## Nội dung
Kỳ và Trang là một đôi uyên ương. Họ vừa gặp nhau đã bị lôi cuốn bởi ham muốn thể xác và đã cùng hoan lạc suốt ngày đêm. Đến một ngày nọ, Trang phải rời Kỳ để về nhà. Trên đường về nhà, trong một lần mơ màng nghĩ đến người yêu, cô đi lạc vào một công trường đang xây dựng rồi gặp tai nạn mất mạng. Máu từ thi thể Trang chảy ra và thấm vào cạnh đầu một tượng kỳ lân đá và không thể nào rửa sạch. Nơi Trang chết, một khách sạn đã được xây dựng lên. 5 năm sau, linh hồn của Trang nhập vào thân xác của một người đàn ông tên Huỳnh vừa qua đời do bị vợ bắn vào đầu. Trong thể xác mới, cô đi tìm Kỳ để gặp lại tình cũ. Cơ thể này bị biến dạng cả đầu và mặt; đeo đuổi, ám ảnh, nhằm ngăn cản Kỳ cưới hỏi một cô gái khác. Kỳ lúc này đang chuẩn bị lấy vợ nhưng đột nhiên bị ám ảnh bởi hình ảnh ma quái của Trang. Không đành lòng, anh quyết định trở về nơi cũ để tìm được câu trả lời thỏa đáng. Tại đây, Kỳ gặp Trang trong thân xác của ông Huỳnh. Trong cơn mê đắm khao khát yêu đương, Trang đòi quan hệ với Kỳ khiến anh sợ hãi bỏ chạy. Trang đuổi theo đòi giết Kỳ. Khi tóm được người yêu và định giết, Trang bất ngờ nhìn thấy hình ảnh thân xác mới của mình trong mắt Kỳ, đó là một cái thân xác của kẻ đã chết. Cô hét lên kinh hoàng rồi bỏ đi, buông tha Kỳ. Đầu tượng kỳ lân đá trước cổng khách sạn cũng bay sạch vết máu đỏ.

## Diễn viên
- Thanh Lan vai Trang
- La Thoại Tân vai Trường Kỳ
- Đoàn Châu Mậu vai Huỳnh

## Phát hành và đón nhận

### Phát hành
Không chỉ thu hút một số lượng khách lớn, Lệ đá còn đoạt giải tại Đại hội điện ảnh lần thứ 3 năm 1971 tổ chức tại Việt Nam Cộng hòa và bài hát chủ đề cùng tên do nhạc sĩ Trần Trịnh sáng tác trở thành ca khúc thịnh hành, được nhiều thế hệ ca sĩ trình bày về sau.

### Đón nhận
Theo nhận định từ PetroTimes, bộ phim đã khai thác "triệt để" cảnh quay tại Đà Lạt với khung cảnh "vắng lặng, mờ ảo như sương khói và có vẻ âm u" nhằm tạo ra "không gian ma quái, rùng rợn cho bộ phim". Cũng vì vậy, điều này giúp tạo nên sự thành công và thu hút hàng nghìn lượt khán giả tới xem phim, mang lại một doanh thu cao cho cho đạo diễn và nhà sản xuất. Theo Zingnews, nếu được xem lại bộ phim vào khoảng hơn 40 năm sau, khán giả "chắc chắn sẽ chê" vì "nội dung rất đơn giản". Tuy nhiên, bài viết của báo nói rằng với tư duy làm phim và thiết bị kỹ thuật đương thời thì Lệ đá cùng với Con ma nhà họ Hứa được đánh giá là "bước tiến mạnh về công nghệ, đủ sức khiến người xem phải sởn da gà, giật mình, sợ hãi".  Vào thời điểm phim được sản xuất, công nghệ làm phim thiếu thốn cơ sở vật chất, cũng như không có chiến lược truyền thông, nhưng vẫn "đạt được độ tay nghề vững vàng, độ gây ra sự sợ hãi cho khán giả như một phim kinh dị thứ thiệt cần phải có", theo báo Pháp luật Việt Nam nhận xét.
Với khía cạnh khác, báo VnExpress cho biết tình yêu đồng giới đã được đề cập trong phim thông qua chi tiết hồn ma nữ nhập vào thân xác một người đàn ông để đi tìm lại người đàn ông của mình. Đạo diễn đưa lên màn ảnh cảnh hai người đàn ông giằng co nhau trên mặt đất: "một người cố trốn chạy còn một người cố ôm chặt đối phương". VnExpress cũng phê bình rằng bộ phim mượn câu chuyện một phụ nữ khao khát yêu, khao khát sống để xây dựng mạch kịch bản kinh dị nhưng đạo diễn "chưa thuyết phục khán giả" khi "tạo hình nhân vật không quá khác biệt, ám ảnh để người xem phải rùng mình". Một số phân đoạn cảnh nóng trong phim cũng được tuần báo Đời của Sài Gòn đề cập đến như một ví dụ trong hiện tượng các nhà làm phim thường lạm dụng cảnh nóng để thu hút người xem.